# Кентридж, Уильям
Уильям Кентридж  (William Kentridge; род. 1955, Йоханнесбург, Южная Африка) — современный южноафриканский художник и оперный режиссёр.

## Биография
Посещал Университет Витватерсранда (с 1973 по 1976) и Художественный фонд Йоханнесбурга (с 1976 по 1978); изучал живопись и рисунок, а также — пантомиму и театр в L’École Internationale Театра Жака Лекока в Париже (с 1981 по 1982). Когда вернулся в Южную Африку в 1985, работал ассистентом по реквизиту в телесериалах.
В 1985 выпустил первый анимационный фильм, «Vetkoek/Fête Galante». Художник разработал метод создания фильмов, который он называет «анимацией бедного человека» (художник фотографирует свои рисунки, нарисованные углем).
На протяжении 1990-х Уильям Кентридж создавал, часто сочетая между собой, рисунки, фильмы, театральные постановки. С 1992 он сотрудничал с Handspring Puppet Company, представляющей одновременно марионеток и их кукловодов на сцене во время спектаклей.
Значительная часть работ Уильяма Кентриджа носит политический характер. Он создавал плакаты, рисунки и театральные постановки, оппозиционные южноафриканскому апартеиду в конце 1970-х и 1980-х. В частично анимационных спектаклях «Ubu Tells the Truth» (1997) и «Ubu and the Truth Commission» (1997), созданными совместно с Джейн Тейлор (Jane Taylor) и Handspring, он использовал темы из пьесы Альфреда Жарри «Ubu Roi» (1869). Серия фильмов (например, «Mine», 1991 и «Stereoscope», 1998—1999) включала таких персонажей, как бесчувственный капиталист Сохо (Soho) и мечтатель Феликс (Felix), при помощи которых художник выражал свой взгляд на двусмысленность южноафриканского настоящего. В «Zeno at 4 am» (2001), художник создал оперетту, основанную на романе «Confessions of Zeno» (1923) Итало Свево, смешав театр теней, кино, музыку и обычный театр. Персонаж Сохо появляется снова в «Tide Table» (2003—2004), посвященном дискуссии о проблеме СПИДа в Южной Африке.
В серии шпалер (2001—2007), Уильям Кентридж изображает набор сложных силуэтов, вышитых мохером на атласах девятнадцатого столетия.
Художник также руководил постановкой «Волшебной флейты», премьера которой состоялась в 2005 в театра Ла Монне в Брюсселе и была показана затем во Франции, Италии, Израиле, США и Южной Африке (2005—2007).
Уильям Кентридж широко выставляется с 1981. Его персональные выставки прошли в Музее современного искусства в Нью-Йорке (1999 и 2006), Hirshhorn Museum and Sculpture Garden в Вашингтоне (2001), Новом музее современного искусства в Нью-Йорке (2001), Центре Помпиду в Париже (2002), Castello di Rivoli в Италии (2004), Музее Метрополитен в Нью-Йорке (2004), Музее Гуггенхайма в Берлине (2005), Moderna Museet в Стокгольме (2007), Philadelphia Museum of Art (2008), Музее Израиля (2011). Большая ретроспектива художника была организована Музеем современного искусства Сан-Франциско в 2008. Он участвовал во многих групповых выставках, ключая Венецианскую биеннале (1993 и 2005), Стамбульскую биеннале (1995), Биеннале в Сиднее (1996), Документу 6 и 11 (1997 и 2002), Биеннале Сан-Паулу (1998), Carnegie International (1999), Шанхайскую биеннале (2000), Auckland Triennial (2004).
В 2017 году дебютировал на Зальцбургском фестивале с постановкой «Воццека» Альбана Берга.

## Творчество
В 1989 художник начал создавать серии нарисованных от руки фильмов, которые фокусировались на эпохе апартеида и времени после апартеида Южной Африки через призму двух вымышленных белых персонажей — задумчивого Феликса (Felix Teitlebaum) и агрессивного промышленника Сохо Экштейна (Soho Eckstein), которых можно рассматривать в качестве альтер эго. Фильмы состоят из рисунков углем и пастелью, которые Уильям Кентридж активно переделывает, оставляя следы стирания, перерисовки. Две ключевые работы этой серии: Felix in Exile (1994) и History of the Main Complaint (1996). Сделанная непосредственно перед выборами в Африканский национальный конгресс, «Felix in Exile» представляет богатое нюансами исследование, воспоминание о насильственных правилах апартеида и борьбе против него. Фильм «History of the Main Complaint» создан примерно во время, когда Комиссия по раскрытию правды и примирению (Truth and Reconciliation Commission) начала публичное изучение времен апартеида, нарушений прав человека и других преступлений.
Уильям Кентридж также известен работами для театра, включая его сотрудничество с Handspring Puppet Company, в которой сложные мультимедийные спектакли объединяют кукол, анимацию, проекции и живую игру актёров.
В его произведениях для театра, видео-скульптурах и рисованных фильмах, включение рук кукловода, как и следы стирания в рисунках, отсылают к многослойности и сложности истории и повествования.

## Признание
- 2008 — Премия Оскара Кокошки
- 2010 — Премия Киото
- 2012 — Премия Дэна Дэвида
- 2017 — Премия принцессы Астурийской

Иностранный член Американского философского общества (2012).